# Boorama
Boorama este un oraș în Somaliland.